# Пань Фэнчжэнь
Пань Фэнчжэнь (кит. трад. 潘凤贞; род. 1 июля 1985, Наньхай, Гуандун) — китайская хоккеистка на траве, вратарь. Серебряный призёр летних Олимпийских игр 2008 года, бронзовый призёр чемпионата мира 2002 года.

## Биография
Пань Фэнчжэнь родилась 1 июля 1985 года в китайском уезде Наньхай городского округа Фошань провинции Гуандун (сейчас район городского подчинения).
Играла в хоккей на траве за команду провинции Гуандун.
В 2002 году в составе женской сборной Китая завоевала бронзовую медаль чемпионата мира в Перте. Мячей не забивала.
В 2008 году вошла в состав женской сборной Китая по хоккею на траве на летних Олимпийских играх в Пекине и завоевала серебряную медаль. Играла на позиции вратаря, провела 1 матч.
Трижды выигрывала медали Трофея чемпионов — золото в 2002 году в Макао, серебро в 2006 году в Амстелвене, бронзу в 2005 году в Канберре.